# Farallon-Inseln
Die Farallon-Inseln (englisch Farallon Islands) sind eine Gruppe zerklüfteter vulkanischer Inseln und Felsen im Golf der Farallones, vor der Küste San Franciscos. Sie liegen 43 km westlich des Golden Gate und 32 km südlich von Point Reyes. Verwaltungsmäßig gehören sie zum Stadtgebiet von San Francisco, und zwar zum District 1: Northwest (auch Richmond District genannt).

## Geographie
Die Inseln erstrecken sich von Southeast Farallon Island, der größten Insel, über 8 km nach Nordwesten. Die Landfläche beträgt insgesamt 0,42 km².
| Block Nr.1                                                             | Insel(n)               | Fläche (m²) | Höhe | Koordinaten           |
| ---------------------------------------------------------------------- | ---------------------- | ----------- | ---- | --------------------- |
| 2000                                                                   | South Farallon Islands | 387.688     | 109  | 37° 42′ N, 123° 00′ W |
| 2001                                                                   | Middle Farallon Island | 3.362       | 6    | 37° 44′ N, 123° 02′ W |
| 2002                                                                   | North Farallon Islands | 28.270      | 47   | 37° 46′ N, 123° 06′ W |
| -                                                                      | Fanny Shoal            | -           | −4   | 37° 47′ N, 123° 10′ W |
| 29992                                                                  | Farallon-Inseln        | 419.320     | 109  |                       |
| 1 der Blockgruppe 2, Zählbezirk 604, San Francisco                     |                        |             |      |                       |
| 2 Blocknummer der Hoheitsgewässer, mit einer Fläche von 247.530.823 m² |                        |             |      |                       |

### South Farallon Islands

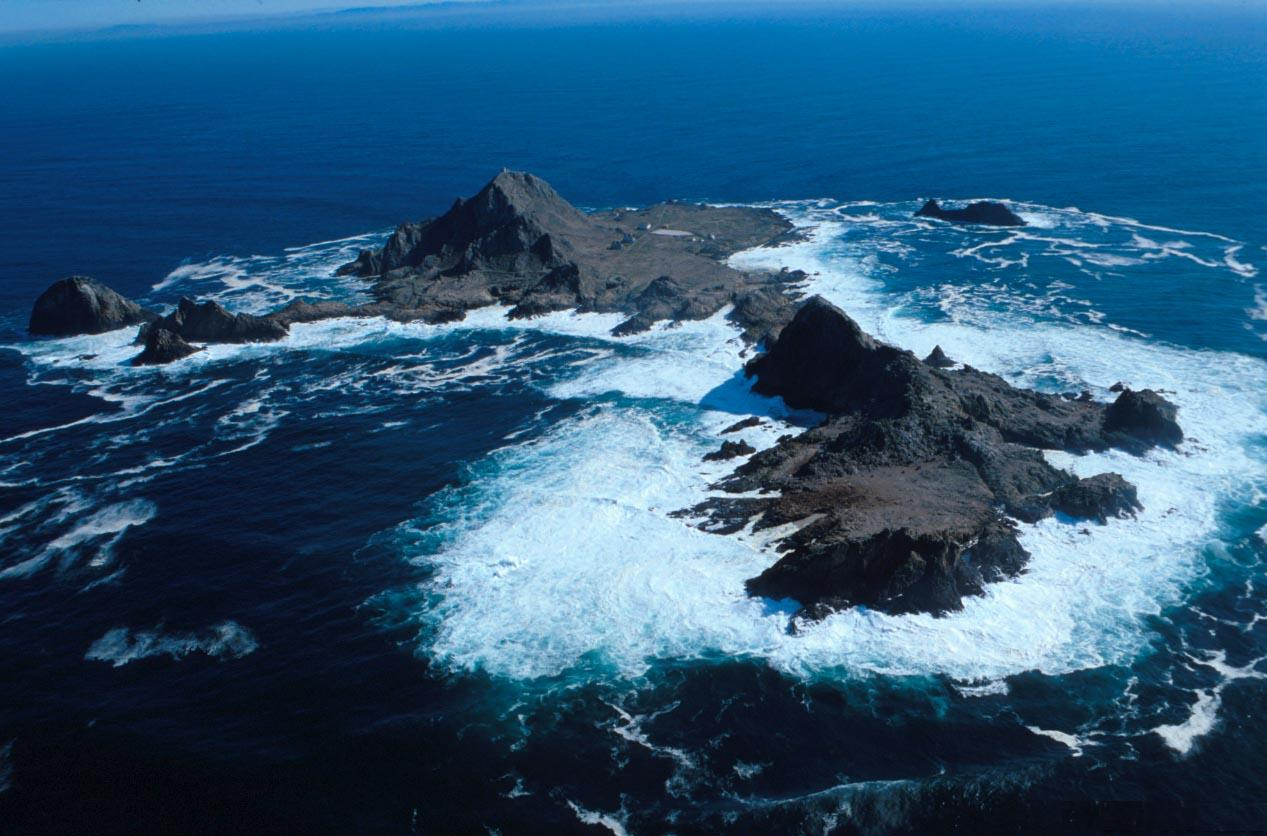
South Farallon Islands

Den weitaus größten Teil der Fläche (0,39 km²) nehmen die südlichen Farallon-Inseln ein – vor allem Southeast Farallon Island sowie die unmittelbar westlich und durch den nur 5 Meter breiten, unpassierbaren Jordan Channel getrennte Maintop Island (West End). Die höchste Erhebung der Southeast Farallon Island ist Tower Hill mit 109 m. Auf dem von Arbeitern abgeflachten Gipfel befindet sich der Leuchtturm, der dort 1853 zum ersten Mal errichtet wurde. Auf der Marine Terrace südlich unterhalb des Gipfels befindet sich eine Küstenwache- und Forschungsstation. Weitere Inseln sind Seal Rock, Aulone Island, Sugarloaf, Sea Lion Rock und die Drunk Uncle Islets.

### Middle Farallon Island
Middle Farallon Island liegt etwa 3 km nordwestlich der südlichen Inseln, mit einem Durchmesser von 65 Metern und einer Fläche von nur 3.362 m². Die kahle und Guano-bedeckte Insel wird inoffiziell The Pimple genannt.

### North Farallon Islands

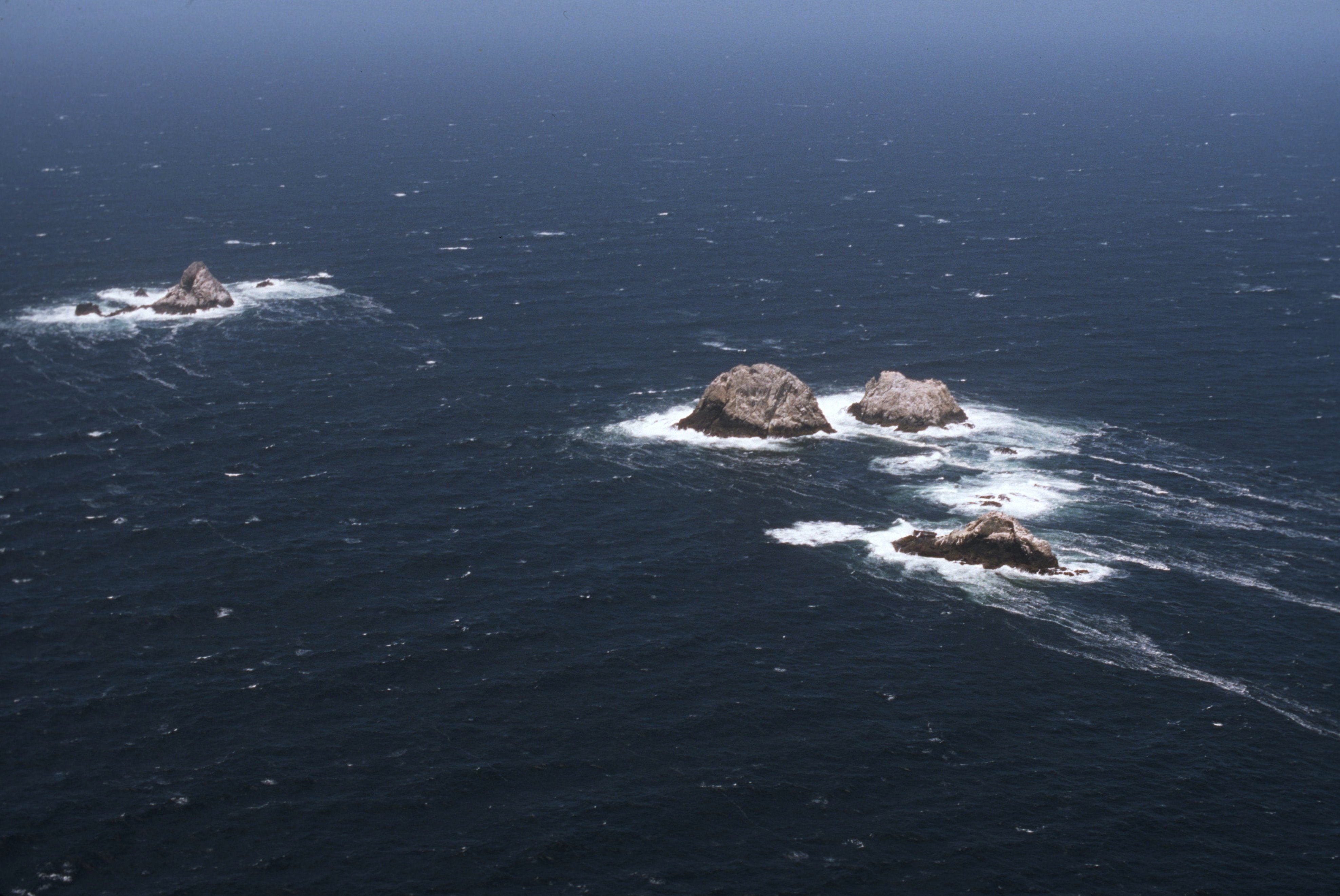
North Farallon Islands von Süden gesehen:
North, West, East und South Island (v. l. n. r.)

Weitere 7 km nordwestlich liegen die Nördlichen Farallon-Inseln (Fläche 0,03 km²). Sie bestehen aus zwei Gruppen von kahlen, steilen Felsen: Eine Gruppe um die Isle of St. James mit drei größeren Inseln (um 100 Meter Durchmesser) und vier kleineren Felsen, sowie 700 Meter nordwestlich die North Farallon Island (160 Meter von Norden nach Süden, maximal 60 Meter breit) mit drei vorgelagerten kleineren Felsen (15 bis 40 Meter Durchmesser).
Amtliche Quellen nennen vier Inseln im Bereich der North Farallon Islands:
- East Island
- South Island
- West Island (Isle of St. James)
- North Island

### Fanny Shoal
Das nordwestliche Ende der Gruppe wird markiert durch die 5 km nordwestlich der North Farallon Islands gelegenen Bank Fanny Shoal, die einen Durchmesser von 3 km mit weniger als 55 Metern Tiefe aufweist. Die seichteste Stelle ist das Riff Noonday Rock mit einer Wassertiefe von 4 m. Einen Kilometer westlich von Noonday Rock ist ein schwimmendes Leuchtfeuer. Der Name Noonday Rock stammt von einem Schiff, das hier 1862 auf Grund lief und innerhalb einer Stunde sank.

### Bänke nordwestlich von Fanny Shoal
Die Bänke nordwestlich von Fanny Shoal gehören nicht mehr zu den Farallon-Inseln und liegen außerhalb der amerikanischen Hoheitsgewässer. 25 km nordwestlich von Noonday Rock befindet sich die Cordell Bank National Marine Sanctuary, ein bedeutendes und geschütztes Meeresbiotop. Zwischen Fanny Shoal und Cordell Bank befindet sich die Rittenburg Bank auf 37° 53′ N, 123° 18′ W, mit einer geringsten Tiefe von weniger als 80 Metern.

## Geschichte
Den Indianern waren die Inseln seit jeher als „Inseln des Todes“ bekannt, die man nicht betreten durfte. Im Jahre 1539 entdeckte der Seefahrer Juan Rodríguez Cabrillo die Inseln während seiner Erkundung der kalifornischen Küste und nannte sie Farallones, was im Spanischen so viel wie „Klippe“ oder „kleine spitze Inseln“ bedeutet. 1579 landete der englische Seefahrer Francis Drake als Erster auf den Inseln, um Proviant in Form von Fleisch und Vogeleiern zu sammeln. Dabei taufte er sie Islands of Saint James. Diese Bezeichnung des Archipels ist im Namen eines seiner Felsen erhalten geblieben. 1603 kartographierte der Spanier Sebastián Vizcaíno die Inseln und nahm sie für Spanien in Besitz. 1769 nannte der spanische Seefahrer Juan Francisco de la Bodega y Quadra die Inseln während seiner Erkundung der Pazifikküste Nordamerikas Los Frayles („die Ordensbrüder“). Dieser Name setzte sich jedoch nicht durch. Die Inseln gehörten zum spanischen Vizekönigreich Neuspanien bzw. ab 1810/1821 zum nunmehr unabhängigen Mexiko. 1810 suchten amerikanische Jäger aus Boston die Inseln zur Robbenjagd auf. 1812–1841 betrieben die Russen aus Fort Ross auf den Inseln eine Station zur Robbenjagd. Es war der südlichste Vorposten von Russisch-Amerika. 1848 kamen die Farallon-Inseln zusammen mit Oberkalifornien durch den Vertrag von Guadalupe Hidalgo an die Vereinigten Staaten. Wegen des zunehmenden Schiffsverkehrs in der Bucht von San Francisco wurde auf den Inseln 1853 ein Leuchtturm errichtet. 1909 wurden die Inseln zum Vogelschutzgebiet erklärt.
Zur Zeit des Zweiten Weltkriegs befand sich neben der US-Küstenwache auch ein kleiner militärischer Außenposten auf der Hauptinsel (Southeast Farallon Island). Damals lebten über 50 Personen auf diesem nicht einmal 0,5 km² großen Eiland. Bis 1969 befand sich ein permanent besetzter Posten der US Coast Guard auf der Insel, die für einen funktionierenden Leuchtturm sorgten. Als das ‘Farallon Light’ automatisiert wurde, übernahmen Biologen der Forschungseinrichtung PRBO Conservation Science (damals noch Point Reyes Bird Observatory) die Überwachung der Inseln und der dort sich wieder erholenden Tierpopulation. 3 (im Winter) bis 8 (im Sommer) Biologen befinden sich ständig auf den Southeast Farallones, das für Besucher gesperrt ist. Ansonsten sind die Inseln unbewohnt und beherbergen die größte Seevogelkolonie der Vereinigten Staaten außerhalb von Alaska. Unter anderem befindet sich hier die größte bekannte Kolonie an Taubenteisten. Zudem befindet sich eine große Seeelefantenkolonie auf den Inseln. 1969 wurde zum Schutz der Inseln das Schutzgebiet Farallon National Wildlife and Wilderness Refuge eingerichtet.

## Nuklearabfälle

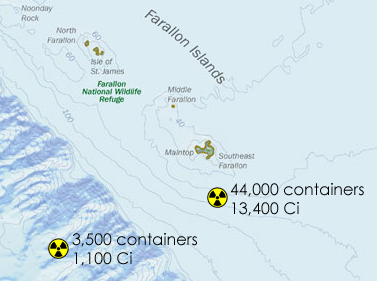
Ort, Anzahl der Behälter und deren geschätzte Radioaktivität (in Ci)

Die Umgebung der Farallon-Inseln ist auch als Farallon Island Nuclear Waste Dump bekannt, da zwischen 1946 und 1970 radioaktive Abfälle durch die US Atomic Energy Commission im Meer entsorgt wurden. Nach einem 1980 von der United States Environmental Protection Agency (USEPA) veröffentlichten Bericht wurden zwischen dieser Zeit, aber hauptsächlich vor 1960, ca. 47.500 Container und Stahlfässer mit kontaminierten Abfällen bei dieser Inselgruppe versenkt, welche die Fischerei und das Schutzgebiet mit ca. 40,7 Terabecquerel (TBq) (angegeben in der veralteten Einheit 14.500 Ci) belasten. Die Hauptlagerstätte befindet sich bei den Koordinaten 37° 37′ N, 123° 17′ W in 1700 m Tiefe, während ca. 3500 Behälter bei 37° 38′ N, 123° 08′ W versenkt wurden und heute in einer Tiefe von 900 m liegen. Das in San Francisco beheimatete Naval Radiological Defense Laboratory gilt als Hauptnutzer dieser maritimen Müllhalde, da es mit der Dekontamination von Atombombentestobjekten beauftragt wurde. So wurde unter anderem der Flugzeugträger Independence (CVL-22), der während der ersten beiden Atombombentests im Rahmen von Operation Crossroads als Testschiff diente, mit radioaktiv kontaminierten Materialien verschiedener Abnehmern – u. a. des NRDL – beladen, und Ende Januar 1951 als Zielschiff durch die US-Marine versenkt. Nach Angaben des United States Geological Survey sind der Grad der Gefährdungen durch den nuklearen Abfall an die Umwelt und die exakte Lage der einzelnen großen Container unbekannt. Eine Bergung der Abfälle vom Meeresgrund, um sie dann in speziellen Endlagerstätten zu deponieren, sollte auf Anraten der USEPA nicht durchgeführt werden, da zu viele Risiken für die Menschen und das nähere Umfeld bestünden.